# Pteraster tetracanthus
Pteraster tetracanthus är en sjöstjärneart som beskrevs av Hubert Lyman Clark 1916. Pteraster tetracanthus ingår i släktet Pteraster och familjen knubbsjöstjärnor. Inga underarter finns listade i Catalogue of Life.